# Phalacrus penicillatus
Phalacrus penicillatus is een keversoort uit de familie glanzende bloemkevers (Phalacridae). De wetenschappelijke naam van de soort werd in 1834 gepubliceerd door Thomas Say.